# Lee Yu-jin
Lee Yu-jin (이유진?; Seul, 27 ottobre 1971) è un'ex cestista sudcoreana.

## Carriera
Con la Corea del Sud ha disputato i Campionati mondiali del 1994.